# 杰兴镇
杰兴镇，是中华人民共和国四川省德阳市中江县曾经下辖的一个镇。2019年12月，撤销杰兴镇，将其所属行政区域划归东北镇管辖。

## 行政区划
杰兴镇撤销前下辖以下地区：
幸福社区、彭桥村、觉慧村、雷鸣村、龙金村、莲山村、玉尺村、凤鸣村、秀塘村、高碑村和金马村。